# Zen (zespół muzyczny)
Zen – polski zespół rockowy, założony w maju 1970 roku w Warszawie. W 1971 (albo w 1972 – jak podają niektóre źródła) roku, po powrocie z wojaży koncertowych ze Związku Radzieckiego, grupa dostała zakaz występowania na estradzie i tym samym przestała istnieć.

## Historia
Zen działał przy warszawskim klubie Medyk w składzie: Jerzy Wawrzyniak (śpiew), Wojciech Waglewski (gitara), Tomasz Grądzki (gitara basowa, instrumenty perkusyjne) i Maciej Tomaszczuk (perkusja). Jego kierownikiem organizacyjnym był Jacek Żmichowski, zaś elektroakustykiem – Witold Palacz. W kilka tygodni od powstania do zespołu dołączył były lider Big Bandu „Stodoła” – Remigiusz Filipowicz (saksofon tenorowy). Na warszawskiej Weryfikacji Studenckich Zespołów Muzycznych, członkowie grupy byli wyróżniani w kategorii „Instrumentaliści”. Formacja brała udział w wielu klubowych, rockowo-jazzowych jam sessions. W sierpniu 1970 roku Zen występował wspólnie z zespołem Klan w ramach „Interclub – Medyk 70". Wtedy to, początkowo gościnnie, a po pewnym czasie na stałe, związał się z grupą Michał Grzelak (organy, pianino, flet), muzyk zespołu Marianny Wróblewskiej. W Polskim Radiu grupa Zen zarejestrowała kilka utworów (m.in. Nowy dzień wstaje – w oryg. Opadły mgły, wstaje nowy dzień z muzyką Aleksandra Nowackiego do wiersza Edwarda Stachury) oraz nagrywała muzykę do filmów. Jesienią 1970 roku zespół rozpoczął pracę nad programem Ucieczka, który był złożony z kompozycji własnych, poszczególnych członków zespołu i które zawierać miały elementy muzyki jazzowej. W styczniu 1971 roku wziął udział w przeglądzie zespołów jazzowych, zorganizowanym w Pałacyku Warszawskiego Towarzystwa Muzycznego przez redakcję miesięcznika Jazz dla przedstawicieli wytwórni płyt CBS. 1 lutego 1971 roku odbyła się premiera programu Ucieczka, w którym wzięli udział gościnnie także: Natasza Czarmińska (śpiew) i Michał Urbaniak (saksofon sopranowy).

Staraliśmy się wyrazić towarzyszącą każdemu człowiekowi podświadomą chęć wyrwania się z codzienności w nierealny świat wyobrażeń... Wykorzystaliśmy w programie wiele elementów współczesnej muzyki: hard-rock, free, blues, a także wspaniałe dzieło Krzysztofa Komedy – kołysankę z filmu Rosemary’s Baby.

W Zenie następowały też kolejne reorganizacja składu zespołu i w tym momencie obok J. Wawrzyniaka, W. Waglewskiego, M. Grzelaka i T. Grądzkiego – współtworzyli ją: Marek Kucharski (saksofon tenorowy, saksofon barytonowy) i Andrzej Kutyłowski (perkusja), którego później miejsce zajął m.in. Wojciech Kowalewski, lecz w tym momencie nie było już w zespole Kucharskiego. 
Zen dostawał propozycje występów zagranicznych, lecz ostatecznie – w wyniku pomyłki – pojechał w 1971 roku (niektóre źródła podają, że w 1972) tylko na występy do ZSRR (Moskwa, Ryga, Tallinn). Zastępując wówczas chorą pieśniarkę z klubu Medyk – Jolantę Marciniak – i uzupełniając tym samym reprezentację klubu zaproszoną przez jedną z organizacji studenckich. Młodzi, długowłosi muzycy dawali tam typowo rockowe koncerty, mając w repertuarze utwory w rodzaju Feelin’ Alright. Rosyjska publiczność była podówczas złakniona zachodniej muzyki, zaś szalejący tłum, popadający w ekstazę spowodował przerażenie opiekunów z Komsomołu, a w konsekwencji notatki służbowe, i po powrocie do kraju, muzycy Zenu dowiedzieli się, że na pięć lat odebrano im paszporty, a zespół dostał zakaz występów.
Zespół już wcześniej przymierzał się do pracy nad kolejnym programem, lecz po powrocie z Rosji nie mógł już występować pod swą nazwą. Tak więc Waglewski zakładał kolejne zespoły, takie jak Po Upływie Czasu, a w 1972 roku powstała Nirwana, z którą nagrał utwór pt. Ptaka w locie nie pochwycisz, w którym po raz pierwszy pojawił się motyw, który wiele lat później towarzyszył akcjom Jerzego Owsiaka.